# Obrium beckeri
Obrium beckeri es una especie de escarabajo longicornio del género Obrium, categorizada en la tribu Obriini, de la subfamilia Cerambycinae. Fue descrita por Knull en 1962.

## Descripción
Mide 4-6 mm de longitud.

## Distribución
Se distribuye por Estados Unidos.